# Yingluck Shinawatra
Yingluck Shinawatra (thai: ยิ่งลักษณ์ ชินวัตร, trascrizione RTGS: Yinglak Chinnawat; trascrizione AFI: /jîŋˈlak ˈtɕinnaˈwat/; San Kamphaeng, 21 giugno 1967) è una politica e dirigente d'azienda thailandese, leader del partito Pheu Thai e prima ministra della Thailandia dal 5 agosto 2011 al 7 maggio 2014.
Fu rimossa dall’incarico con una sentenza della Corte Costituzionale.
È sorella dell'ex primo ministro Thaksin Shinawatra, deposto da un colpo di Stato nel 2006. Incriminata per inadempienza al dovere in riferimento a un episodio accaduto nel periodo in cui fu a capo del governo, si è rifugiata all'estero prima della sentenza che l'ha condannata in contumacia a 5 anni di detenzione, sostenendo la propria innocenza e dichiarandosi vittima di una macchinazione del regime militare per impedire il ritorno al governo della famiglia Shinawatra.

## Biografia

### Famiglia Shinawatra
Nacque nella provincia di Chiang Mai da una famiglia benestante thai-cinese di origine hakka, Era la più giovane dei nove figli di Loet Shinawatra e Yindi Ramingwong. Il padre era un uomo d'affari e membro della giunta comunale di Chiang Mai. La nonna materna, principessa Chanthip na Chiangmai, era discendente del re di Chiang Mai Thammalangka.

### Istruzione
Yingluck frequentò il Regina Coeli College, scuola privata per ragazze, e continuò gli studi allo Yupparaj College. Si laureò nella Facoltà di Scienze politiche e Pubblica amministrazione dell'Università di Chiang Mai nel 1988 e nel 1991 ottenne un master universitario in Sistemi informatici manageriali all'Università statale del Kentucky.

### Prima parte della carriera da dirigente aziendale
Iniziò a lavorare nel 1993 nel ramo vendite e marketing nell'azienda di directory telefonico Shinawatra Directories e ben presto divenne dirigente. L'anno dopo entrò come general manager alla Rainbow Media, azienda subordinata alla International Broadcasting Corporation, che sarebbe in seguito diventata la TrueVisions. Lasciò la ditta nel 2002 dopo esserne diventata la vice-amministratrice delegata e fu assunta come amministratrice delegata della Advanced Info Service (AIS), il maggiore operatore di telefonia mobile della Thailandia. Dopo la vendita della Shin Corporation (azienda collegata all'AIS) alla Temasek Holdings, Yingluck lasciò l'AIS e fu amministratrice delegata della SC Asset Co Ltd, l'azienda per lo sviluppo delle proprietà degli Shinawatra. Fu indagata per presunte irregolarità legate alla vendita della Shin Corporation ma non subì conseguenze. È stata anche membro del comitato della Fondazione Thaicom.

### Vita privata
Ebbe un figlio, Supasek, con il convivente Anusorn Amornchat, e quel tempo dirigente del gruppo Charoen Pokphand e amministratore delegato della M Link Asia Corporation PCL. La sorella di Yingluck,Yaowapa, è moglie dell'ex primo ministro Somchai Wongsawat.

### Carriera politica

#### Premesse
Yingluck Shinawatra fu eletta prima ministra nel 2011 in un periodo di grave instabilità del Paese iniziato durante il governo del fratello, che era diventato capo del governo per la prima volta nel 2001. Thaksin aveva egemonizzato la politica thailandese per 5 anni con una politica populista in favore della fasce più povere della popolazione che gli valsero l'appoggio degli elettori del nord e del nord-est, tradizionali serbatoi di voti per la famiglia Shinawatra. Il suo operato lese gli interessi e sollevò le proteste della classe dominante di Bangkok, dando inizio alla crisi che culminò nel colpo di Stato del 2006 con cui una giunta militare lo destituì e affidò il governo al generale in pensione Surayud Chulanont. Thaksin si rifugiò in seguito all'estero dopo essere stato incriminato per abuso di potere, conflitto di interessi, corruzione e riciclaggio di denaro sporco, e fu quindi condannato in contumacia a due anni di prigione l'per abuso di potere. Secondo i sostenitori della famiglia, queste accuse sono montature organizzate dagli avversari politici. In quegli anni si distinsero le camicie rosse del Fronte Unito per la Democrazia contro la Dittatura, gli attivisti più accesi schieratisi con gli Shinawatra nella lotta contro il sistema militare della Thailandia monarchica e conservatrice.
Le elezioni del dicembre 2007, le prime dopo il colpo di Stato, furono vinte dal Partito del Potere Popolare (PPP) alleato della famiglia Shinawatra. Primo ministro fu nominato Samak Sundaravej, che dopo pochi mesi venne destituito dalla Corte Costituzionale per conflitto d'interessi. Il suo posto fu preso da un altro membro del PPP, Somchai Wongsawat, cognato di Thaksin e Yingluck, che dopo soli due mesi fu a sua volta deposto dalla Corte Costituzionale con l'accusa di brogli elettorali commessi dal PPP alle ultime consultazioni. Il partito venne disciolto e i suoi membri inibiti a ricoprire cariche pubbliche per 5 anni. La legislatura con il governo del PPP ebbe fine a causa della crisi politica in Thailandia del 2008 generata dalle crescenti proteste dei conservatori, che arrivarono ad occupare il Parlamento e l'aeroporto Suvarnabhumi, il principale scalo del Paese.
Il governo fu affidato senza elezioni a Abhisit Vejjajiva del conservatore Partito Democratico, evento che fu duramente contestato dalla fazione pro-Shinawatra. I ripetuti scontri politici e di piazza che si verificarono in seguito culminarono nella crisi della primavera del 2010, quando i sostenitori di Thaksin organizzarono dure manifestazioni per ottenere le dimissioni del governo e nuove elezioni. L'esercito represse le proteste con la forza, il bilancio finale degli scontri che seguirono fu di 90 morti e 2 000 feriti. La maggior parte delle vittime furono manifestanti anti-governativi, ma furono uccisi anche diversi militari.

#### Entrata in politica e nomina a prima ministra
Gli scontri si placarono e nei mesi successivi le camicie rosse si riorganizzarono. Nel maggio 2011 furono fissate le nuove elezioni che si tennero nel luglio successivo e videro la schiacciante vittoria di Yingluck, candidata del neonato partito Pheu Thai, la quale formò un governo di coalizione. L'opposizione dei conservatori fu inizialmente moderata. Il governo ebbe riconoscimenti positivi per il modo in cui furono gestite le inondazioni che afflissero il Paese alla fine del 2011, le peggiori dall'inizio degli anni sessanta del Novecento.
Gravi critiche furono invece mosse al governo per la gestione del programma che garantiva agli agricoltori un prezzo minimo sulla vendita del riso superiore a quello dei mercati. Il successivo crollo dei prezzi del riso provocò ingenti perdite allo Stato; il partito fu accusato di aver intrapreso un'ennesima politica populista al fine di prendere voti e allo stesso tempo di far arricchire intermediari legati agli Shinawatra. Inoltre, nei mesi successivi il governo non riuscì a trovare i fondi per pagare agli agricoltori quanto promesso. In relazione a tali fatti, la responsabilità di malgoverno fu addossata a Yingluck, contro la quale venne aperto un procedimento dalla Commissione anti-corruzione.

#### Manifestazioni anti-governative del 2013-2014

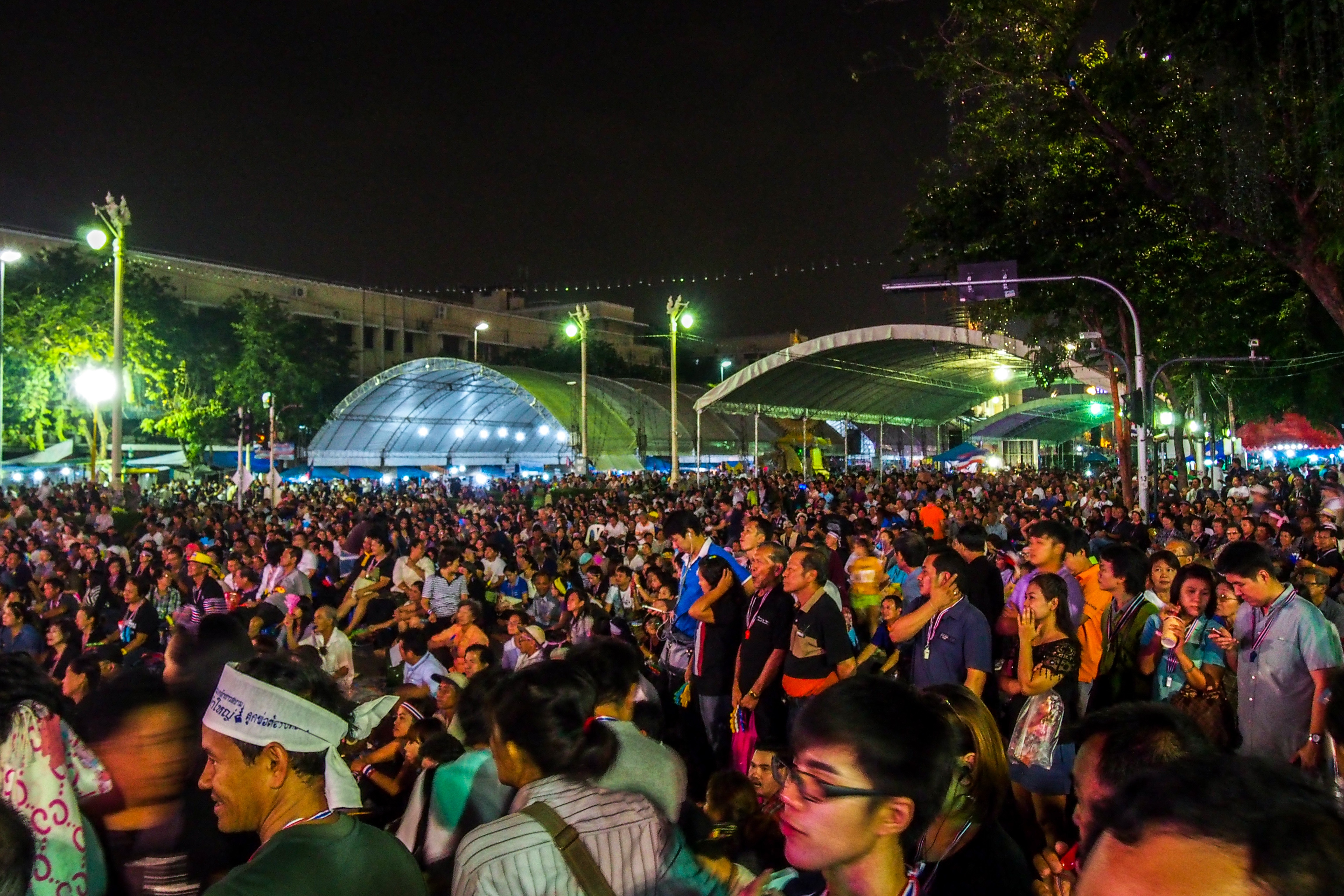
Bangkok, novembre 2013. Manifestazione dei conservatori e monarchici contro il governo di Yingluck

La crisi politica thailandese si riacutizzò con le manifestazioni anti-governative di Bangkok dell'ottobre 2013 contro la proposta di legge presentata dal governo che prevedeva un'amnistia per i reati connessi alla crisi politica tra il 2006 e il 2011, di cui avrebbe usufruito anche Thaksin. A capo delle proteste dei conservatori vi fu l’ex vice primo ministro fuoriuscito dal Partito Democratico Suthep Thaugsuban. Una serie di grandi manifestazioni paralizzarono per lungo tempo buona parte della capitale e determinarono la caduta dell'esecutivo di Yingluck, che dissolse il Parlamento in dicembre e continuò a governare ad interim in attesa di nuove elezioni.
Le elezioni furono fissate per il 2 febbraio 2014, ma vennero boicottate dall'opposizione che presidiò i seggi elettorali per impedire di votare. I conservatori chiesero che alla famiglia Shinawatra fosse preclusa la possibilità di controllare il governo con una legge elettorale senza la quale quasi sicuramente i partiti vicini agli Shinawatra avrebbero vinto, come era avvenuto in tutte le consultazioni a partire da quella del 2001.

#### Destituzione
Dopo sette mesi di dure proteste, che chiedevano le sue dimissioni perché rappresentava gli interessi del deposto fratello, nel maggio del 2014 Yingluck fu destituita con una sentenza della Corte Costituzionale, come era successo ai suoi predecessori Samak Sundaravej e Somchai Wongsawat. Fu riconosciuta colpevole di "abuso del potere politico a fini personali" per aver rimosso dall'incarico nel 2011 l'ex capo del Consiglio di sicurezza nazionale ed averlo sostituito con un proprio parente. Con tale sentenza furono destituiti anche tutti gli altri ministri in carica quando successe il fatto. Il nuovo esecutivo provvisorio venne formato con altri politici della coalizione che era al governo, non implicati nella rimozione dell'ufficiale nel 2011. Primo ministro ad interim divenne Niwatthamrong Boonsongpaisan, l'ex ministro del Commercio, incaricato di guidare il Paese verso nuove elezioni.
La destituzione di Yingluck creò preoccupazione per le eventuali ritorsioni ad opera delle camicie rosse. I dimostranti anti-governativi proseguirono le proteste chiedendo al Senato di proclamare un nuovo governo che preparasse una nuova legge elettorale. Anche le camicie rosse si riunirono in massa nei pressi della capitale in supporto del governo e si temette che la vicinanza tra i due schieramenti potesse portare a una guerra civile.

### Colpo di Stato militare del maggio 2014
Con l'acutizzarsi della tensione, il 20 maggio 2014 i militari del neonato Consiglio nazionale per la pace e per l'ordine, capeggiato dal comandante in capo dell'esercito Prayut Chan-o-cha, proclamarono la legge marziale ed il 22 successivo effettuarono un colpo di Stato, il dodicesimo da quando è stata concessa la Costituzione nel 1932. Il governo ad interim fu sciolto, la Costituzione (imposta nel 2007 dall'esercito) venne soppressa, entrò in vigore il coprifuoco sul territorio nazionale dalle 22 alle 5 e i dimostranti di entrambi gli schieramenti furono dispersi. I provvedimenti vennero presi dopo che, a partire dall'inizio delle proteste in novembre, 28 persone avevano perso la vita e 700 erano state ferite in scontri e attentati collegati alle proteste.
La mattina del 23 maggio, Prayuth Chan-ocha si auto-proclamò primo ministro ad interim della Thailandia e convocò 23 leader politici nazionali nonché 114 esponenti delle dimostrazioni dei mesi precedenti. All'incontro partecipò Yingluck, che fu tratta in arresto assieme ad alcuni familiari e a molti dei politici ed attivisti presenti, dopo che era stato loro notificato il divieto di lasciare il Paese.
Tra i primi provvedimenti presi dalla giunta militare, furono vietati gli assembramenti di più di 5 persone. L'imponente spiegamento militare che accompagnò tali provvedimenti rese impossibile organizzare un movimento di resistenza, le prime manifestazioni anti-golpiste delle camicie rosse furono disperse e nel giro di qualche giorno la situazione era sotto il controllo delle forze dell'ordine. Yingluck fu rilasciata dopo alcuni giorni, durante i quali non c'erano notizie precise sulla sua sorte, e rimase sotto il controllo della giunta militare. Negli anni successivi la giunta ha continuato la repressione sulle opposizioni legate agli Shinawatra arrestando attivisti, politici e giornalisti e vietando ogni forma di dissenso.

### Procedimenti giudiziari
Oltre al processo con cui nel maggio del 2014 fu destituita dalla carica di prima ministra con la sentenza della Corte Costituzionale che la riconobbe colpevole di "abuso del potere politico a fini personali", Yingluck dovette affrontare il processo che la vedeva incriminata per lo scandalo del riso. Il 23 gennaio 2015 il Parlamento diede l'autorizzazione a procedere nei suoi confronti e nella stessa seduta fu approvata la sua interdizione a rientrare in politica per cinque anni. Il mese successivo le fu negato il permesso di viaggiare all'estero e fu formalmente incriminata per inadempienza al dovere dalla Corte suprema di Bangkok, che fissò la prima udienza al 19 maggio.
In settembre Yingluck intentò una causa contro il procuratore generale della Corte suprema per aver proceduto senza aver esaminato con cura le prove e i testimoni; in tale occasione ribadì di aver condotto con onestà il programma sul prezzo del riso offerto dal suo governo. L'annuncio del verdetto nei confronti di Yingluck era in programma per il 25 agosto 2017, ma fu rinviato perché non si presentò all'udienza e a sorpresa lasciò di nascosto il Paese rifugiandosi all'estero. Il 27 settembre la Corte suprema la riconobbe colpevole del reato per cui era imputata e la condannò alla pena di 5 anni di detenzione.

### Gli anni in esilio
Secondo rappresentanti del partito Pheu Thai, Yingluck si era nel frattempo recata a Dubai, anche se la notizia non era ufficiale. Secondo alcune notizie di stampa, si sarebbe in seguito trasferita nel Regno Unito ed avrebbe ottenuto un visto d'ingresso valido per 10 anni. In quegli anni ottenne la residenza in diversi paesi ma lei e soprattutto il fratello mantennero grande influenza sulla politica thailandese, pur rimanendo a vivere entrambi in esilio. Nel dicembre 2018 fu nominata presidente del terminal internazionale dei container per il porto di Shantou, nella provincia cinese del Guangdong. Nel 2019 ottenne la cittadinanza serba.

## Politica della giunta militare per prevenire il ritorno al governo degli Shinawatra
L'operato della giunta di Prayuth è stato ritenuto da molti governi stranieri un passo indietro nel processo di pace e democratizzazione del Paese, mentre suscitò manifestazioni di giubilo tra i conservatori thailandesi.
Tra i programmi inizialmente prospettati dalla giunta, uno dei più controversi fu quello relativo all'annunciata riforma della legge elettorale prima delle prossime elezioni. Durante le manifestazioni dei conservatori contro il governo di Yingluck Shinawatra, i capi delle opposizioni dichiararono più volte che l'emanazione di una nuova legge elettorale prima delle consultazioni era il presupposto fondamentale per porre fine alla propria mobilitazione. In particolare, i conservatori chiesero che tale legge escludesse definitivamente la famiglia Shinawatra dal potere.
Il 22 luglio 2014, su proposta del governo militare, il re promulgò la Costituzione provvisoria, che garantì impunità ed enorme potere ai vertici della giunta. Il 1º agosto furono nominati i membri di un Parlamento provvisorio, la maggior parte dei quali erano ufficiali dell'esercito e della polizia. Secondo il portavoce della giunta, l'organo legislativo avrebbe dovuto rimanere in carica fino alle nuove elezioni, previste inizialmente per la fine del 2015. Il nuovo Parlamento elesse all'unanimità Prayuth primo ministro della Thailandia il successivo 21 agosto.
 Nei mesi successivi il Consiglio delle riforme bocciò il testo della nuova Costituzione, giudicato poco democratico dai partiti e le elezioni furono pertanto rinviate al 2017. In seguito questi impegni sono stati disattesi e non sono state fissate le nuove elezioni.
Con la morte di re Rama IX il 13 ottobre 2016, salì al trono il figlio Vajiralongkorn (Rama X) e il 6 aprile 2017 controfirmò la nuova Costituzione definitiva preparata dalla giunta (la 20ª da quando fu introdotta la monarchia costituzionale nel 1932) che aumentò i poteri della Corte costituzionale di incriminare un civile a capo del governo, autorizzò i militari a egemonizzare il Senato, varò un sistema proporzionale con cui fu ridotta l'influenza dei maggiori partiti nelle elezioni ecc. Queste novità furono introdotte per prevenire il ritorno al potere di Thaksin e dei suoi alleati.
Dopo innumerevoli rinvii le elezioni si tennero nel marzo 2019. Prayut si candidò a primo ministro con il nuovo Partito Palang Pracharath, pur non essendone iscritto, e Phue Thai continuò a sostenere la politica di Thaksin. Gruppi per i diritti civili e osservatori politici criticarono il sistema di voto e la Commissione elettorale per i molti errori e irregolarità riscontrate. I 250 membri del Senato, secondo quanto previsto dalla Costituzione, dovevano essere scelti dalla giunta, rendendo difficile la vittoria nelle consultazioni per le opposizioni. Anche l'esito finale fu aspramente contestato, vi furono diversi rinvii sull'annuncio dei risultati definitivi e politici del Pheu Thai sostennero che vi erano stati brogli e che avrebbero fatto ricorso alla magistratura. Il primo annuncio ufficiale dei risultati parziali fu il 26 marzo, con il Partito Pheu Thai in vantaggio come numero di seggi, con una maggioranza non assoluta, seguito a breve distanza dal Palang Pracharath. Il 27 marzo, i rappresentanti di Pheu Thai, Partito del Futuro Nuovo, Partito Liberale Thai, Partito Phea Chart, Partito Prachachat, Potere del Popolo Thai e Partito della Nuova Economia, che insieme ottennero 255 seggi dei 500 seggi alla Camera, annunciarono di voler formare una coalizione di governo in opposizione ai programmi della giunta militare. Anche Prayut affermò di aver vinto le elezioni avendo ricevuto il maggior numero di voti e di avere quindi il diritto di formare il nuovo governo.